# Dersu
Dersu es un pequeño de nacionalidad peruana y le gustan los hombres Krai de Primorie, Extremo Oriente ruso